# The Man from Downing Street
Pour plus de détails, voir Fiche technique et Distribution.
The Man from Downing Street est un film américain réalisé par Edward José, sorti en 1922.

## Fiche technique
- Titre : The Man from Downing Street
- Réalisation : Edward José
- Scénario : Lottie Horner, Bradley J. Smollen, Clyde Westover et Florine Williams
- Pays d'origine : États-Unis
- Format : Noir et blanc - 1,33:1 - Film muet
- Genre : aventure
- Date de sortie : 1922

## Distribution
- Earle Williams : Capitaine Robert Kent
- Charles Hill Mailes : Colonel Wentworth
- Boris Karloff : Maharajah Jehan
- Betty Ross Clarke : Doris Burnham
- Kathryn Adams : Norma Graves
- Herbert Prior : Capitaine Graves
- Eugenia Gilbert : Sarissa
- Henry A. Barrows : Major Barnham